# 沙西尼约
沙西尼约（法語：Chassignieu，法語發音：[ʃasiɲø]）是法国伊泽尔省的一个市镇，属于拉图尔迪潘区。

## 地理
沙西尼约（45°30'1"N, 5°30'16"E）面积5.17 平方千米，位于法国奥弗涅-罗讷-阿尔卑斯大区伊泽尔省，该省份为法国东南部内陆省份，北起顺时针与安省、萨瓦省、上阿尔卑斯省、德龙省、阿尔代什省、卢瓦尔省和罗讷省。
与沙西尼约接壤的市镇（或旧市镇、城区）包括：圣翁德拉、瓦朗科涅、谢略、勒帕萨日。

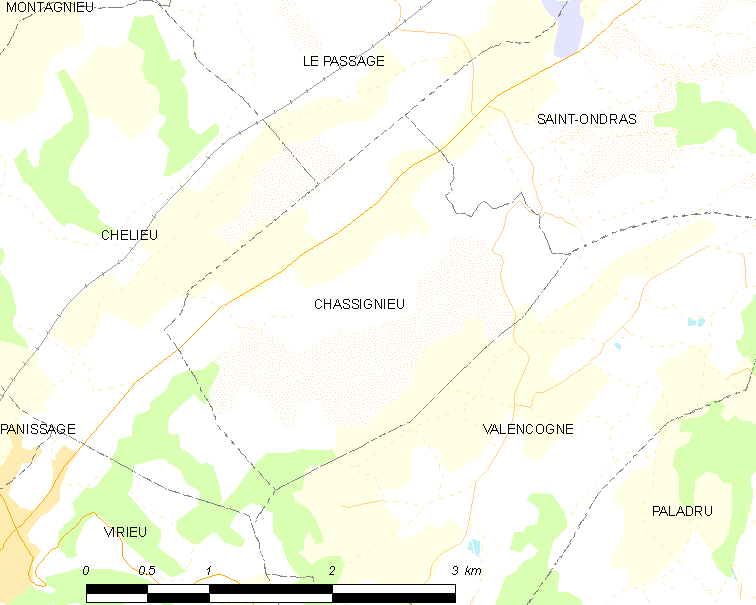
沙西尼约的OSM定位图

沙西尼约的时区为UTC+01:00、UTC+02:00（夏令时）。

## 行政
沙西尼约的邮政编码为38730，INSEE市镇编码为38089。

## 政治
沙西尼约所属的省级选区为大朗斯县。

## 人口

1962-2008年间沙西尼约人口变化图示

沙西尼约于2022年1月1日时的人口数量为226人。